# Müllerberg (Gemeinden Bad Schallerbach, Pichl, Wallern)
Müllerberg ist ein Ort im Hausruckviertler Hügelland in Oberösterreich,
Ortschaft der Gemeinde Pichl bei Wels im Bezirk Wels-Land, Ortschaft der Gemeinde Wallern an der Trattnach und Ortslage der Gemeinde Bad Schallerbach (auch Am Müllerberg), letztere beide im Bezirk Grieskirchen.

## Geographie
Der Ort liegt etwa halbwegs zwischen Wels und Grieskirchen, 1 Kilometer südlich von Bad Schallerbach, auf einem Hügel im Höhenzug zwischen Trattnach und Innbach. Dieser Müllerberg stellt die letzte Erhebung des nordoststreifenden Riedls dar. Die B 137 Innviertler Straße, die hier hoch über dem Trattnachtal Bad Schallerbach umfährt, passiert den Ort nördlich.
Die Ortslage umfasst etwa 20 Gebäude mit um die 70 Einwohnern, je zwei Rotten in Bad Schallerbach und Pichl, und 2 Häuser in Wallern (Schallerbacher Häusern benachbart, nur aus statistischen Gründen als Einzellage). Südwestlich, an der Gemeindegrenze Schlüßlberg–Pichl–Bad Schallerbach, schließen noch einige Häuser Buchet an, die schon zu Schößlberg gehören.
Weil der Ort in die Bezirke Wels-Land und Grieskirchen fällt, liegt er sogar in zwei europastatistischen NUTS-3-Regionen Österreichs, nämlich Linz–Wels (AT312) mit der südlichen Pichler Rotte, und Innviertel (AT311) mit den nordöstlichen Häusern – das Hausruckviertel ist in der NUTS-Gliederung aufgeteilt.
Landschaftlich gehört die Gegend zur Raumeinheit Inn- und Hausruckviertler Hügelland.
Nachbarortschaften
| Brandhof (Gem. Schlüßlberg, Bez. Griesk.)                                    | In der Leithen (Gem. Bad Schallerbach, Bez. Griesk.) | Bad Schallerbach (Gem., Bez. Griesk.)                                        |
|                                                                              | Kompassrose, die auf Nachbargemeinden zeigt          | Holzhäuser (Gem. Wallern, Bez. Griesk.) Winkeln (Gem. Wallern, Bez. Griesk.) |
| Puchet/Buchet (Gem. Schlüßlberg, Bez. Griesk. u. Gem. Pichl, Bez. Wels-Land) | Fadleiten (Gem. Pichl, Bez. Wels-Land)               | Malling (Gem. Pichl, Bez. Wels-Land)                                         |

## Geologie
Der Raum Müllerberg bildet sich aus der Kletzenmarkt-Glaukonitsand-Formation. Die Zone ist auch fossilreich und bildet ergiebige Muschelschilllagen und vereinzelten Gastropodenresten. Die Serie stammt aus dem Ottnangium (Mittelmiozän) vor etwa 18–17 Millionen Jahren, und gehört zur allgemeinen Schichtenserie der Tertiärsande des oberösterreichischen Molassebeckens. Sie stellen durch Gezeitenströmung verfrachtete Sande aus dem Raum der Urdonau dar, die Mächtigkeiten bis 200 Meter erreichen.

1999 wurde hier ein Fundstück Vivianit – ein Eisenphosphat, das vermutlich nur in Niedermoorsedimenten aus organischen Resten mineralisiert – gefunden, das in Österreich nur von wenigen Stellen bekannt ist. Die Datierung kann nur schwer nachvollzogen werden.

## Geschichte
Genannt ist die Ortslage als Müldnerberg 1787, Müllnersberg um 1820 oder Müllnerberg 1830 und 1857, in anderen älteren Karten findet sich hier auch Buchsbauer oder Gstocket vermerkt.
In den 1820ern ist die Ortschaft als zum Pfarrdistrikt Wallern im Distriktskommissariat Parz gehörig genannt.
Die alten Gehöfte des 18./19. Jahrhunderts sind Müllner(s)berg (heutige Hnr. Müllerberg 3–5 in Pichl), der Kolleder (Am Müllerberg 24 in Schallerbach), Blankenjakel (Am Müllerberg 24 bei Buchet), Buchsbauer (Müllerberg 11 in Wallern), Müllerbergerer/Reischl (Müllerberg 4 in Pichl) und Gstocket (Am Müllerberg 29 in Schallerbach).